# Uskok transformacyjny

Uskoki transformacyjne

Uskok transformacyjny (uskok transformujący) – granica tektoniczna między dwiema płytami litosfery, które przemieszczają się poziomo i równolegle względem siebie. Na ilustracji aktywne uskoki (zaznaczone na czerwono) łączą części strefy spreadingu położonej na grzbiecie oceanicznym. Na odcinku pomiędzy częściami obie płyty poruszają się w przeciwnych kierunkach (lecz inaczej niż przy uskokach przesuwczych), co wywołuje wiele płytkich trzęsień ziemi. Na przedłużeniu aktywnego uskoku oba fragmenty płyty przemieszczają się zgodnie w poziomie (może wystąpić niewielki ruch w pionie), a pęknięcie utworzone przez uskok transformujący „zabliźnia się”. Ślad uskoku transformującego w obrębie płyty może być widoczny na setki, a nawet tysiące kilometrów od grzbietu śródoceanicznego, tworząc oceaniczną strefę spękań (od ang. fracture zone).